# Cirrhilabrus brunneus
Cirrhilabrus brunneus là một loài cá biển thuộc chi Cirrhilabrus trong họ Cá bàng chài. Loài này được mô tả lần đầu tiên vào năm 2006.

## Từ nguyên
Tính từ định danh brunneus trong tiếng Latinh mang nghĩa là "sẫm nâu", hàm ý đề cập đến màu sắc tổng thể của loài cá này.

## Phạm vi phân bố và môi trường sống
C. brunneus được tìm thấy ở vùng biển phía đông bắc Kalimantan, ngoài khơi phía bắc Bắc Sulawesi và Raja Ampat (Indonesia); xa nhất ở phía bắc phạm vi là cực bắc đảo Luzon (Philippines).
Loài này sinh sống gần các rạn san hô và mỏm đá ngầm trên nền đá vụn ở độ sâu khoảng 30–60 m.

## Mô tả
Chiều dài lớn nhất được ghi nhận ở C. brunneus là 4,5 cm. Cá cái và cá con ít được biết đến, được phỏng đoán là có kiểu hình tương tự như những loài trong phức hợp lunatus.
Cá đực có màu nâu sẫm, gần như đen ở thân trên; thân dưới và bụng màu vàng. Đây là thành viên duy nhất trong phức hợp loài lunatus mà thân không có màu cam. Mống mắt màu đỏ rực. Vây đuôi có hình lưỡi liềm, hai thùy đuôi dài và nhọn, màu xanh coban sẫm. Vây ngực trong suốt. Các vây còn lại có màu đen, phớt xanh lục nhạt gần gốc.
Vào mùa giao phối, cá đực có màu sẫm đen, cũng như vàng đậm hơn ở bụng. Lưng trước ánh màu đồng. Vây bụng, vây lưng, vây hậu môn và vây đuôi đều chuyển sang màu đen tuyền. Một hàng đốm xanh coban dọc theo gốc vây lưng và vây hậu môn, rìa hai vây này có màu xanh lam óng.
Số gai ở vây lưng: 11; Số tia vây ở vây lưng: 9; Số gai ở vây hậu môn: 3; Số tia vây ở vây hậu môn: 9; Số tia vây ở vây ngực: 15; Số gai ở vây bụng: 1; Số tia vây ở vây bụng: 5; Số lược mang: 13.

## Phân loại học
C. brunneus là thành viên của nhóm phức hợp loài Cirrhilabrus lunatus, cùng với các loài Cirrhilabrus isosceles, Cirrhilabrus johnsoni và Cirrhilabrus squirei.

## Sinh thái học
C. brunneus thường sống theo nhóm.

## Thương mại
C. brunneus ít được thu thập trong ngành buôn bán cá cảnh.